# Faustino Fudut Imbali
Faustino Fudut Imbali (1 de Maio de 1956) é um político de Guiné-Bissau, tendo assumido o posto de primeiro-ministro de 21 de março de 2001 a 9 de dezembro de 2001 e novamente de 29 de outubro a 8 de novembro de 2019. É um dos dirigentes do Partido da Renovação Social.
É mestre em sociologia e desenvolvimento político, tendo também trabalhado como pesquisador do Instituto Nacional de Estudos e Pesquisa em Bissau.
Imbali concorreu como candidato à presidência do país nas eleições de 28 de novembro de 1999, alcançando apenas o terceiro lugar com 8,22% dos votos.
Embora tenha sido amplamente noticiada sua morte em junho de 2009, junto às notícias dos assassinatos do candidato presidencial Baciro Dabó e do ex-ministro da Defesa Helder Proença, chefes militares informaram que ele foi espancado e mantido sob custódia das forças de segurança nacionais.
Em 29 de Outubro de 2019, menos de 24 horas após a demissão do governo liderado por Aristides Gomes, foi nomeado pelo presidente da Guiné-Bissau, José Mário Vaz, como primeiro ministro do país,  não sendo, no entanto, reconhecido como tal pela comunidade internacional. 